# Václav Havel (piragüista)
  Václav Havel    (Praga, 5 d'octubre de 1920 - Praga, 14 de desembre de 1979) fou un piragüista txec, que combinà les aigües tranquil·les i el descens d'aigües braves, i que va competir sota bandera txecoslovaca durant les dècades de 1940 i 1950.
El 1948 va prendre part en els Jocs Olímpics d'Estiu de Londres on, fent parella amb Jiri Pecka, guanyà la medalla de plata en la competició del C-2, 10.000 metres del programa de piragüisme.
En el seu palmarès també destaquen una medalles de bronze al Campionat del Món en aigües tranquil·les de 1950 i set medalles al Campionat del Món de piragüisme d'eslàlom, una d'or, quatre de plata i dues de bronze, entre el 1951 i el 1959.